# Raigs N

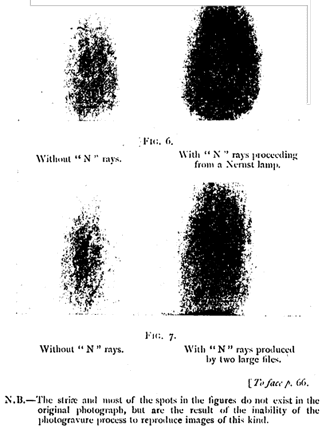
Fig. 6,7 de Prosper-René Blondlot: "Registre per fotografia de l'acció produïda pels raigs N en una petita espurna elèctrica". Nancy, 1904.

Els raigs N van ser una forma hipotètica de radiació descrita pel físic francès Prosper-René Blondlot el 1903. Inicialment va ser confirmada per altres investigadors, però posteriorment descartada com a il·lusòria.

## Història
En 1903, el distingit físic Prosper-René Blondlot (un dels vuit físics corresponents de l'Acadèmia de Ciències de França), va anunciar el seu descobriment mentre treballava a la Universitat de Nancy intentant polaritzar raigs X. Va percebre canvis en la brillantor del centelleig elèctric localitzat a l'entreferro quan fotografiava un feix de raigs X, la qual cosa posteriorment va atribuir a una nova forma de radiació, anomenant- los raigs N per la Universitat de Nancy. El propi Blondlot, Augustin Charpentier, Arsène d'Arsonval i aproximadament altres 120 científics en 300 articles publicats van afirmar que eren capaços de detectar raigs N emanant de la majoria de les substàncies, incloent el cos humà, amb les peculiars excepcions que no eren emeses per la fusta verda i alguns metalls tractats. La majoria dels investigadors de l'època van fer servir la llum percebuda d'una superfície fosforescent fosca com a "detectors", encara que el canvi de brillantor era més un fenomen fisiològic que un canvi en el nivell d'il·luminació. Els físics Gustave li Bon i P. Audollet juntament amb Carl Huter fins i tot van afirmar haver-los descobert pel seu compte, duent a la comissió de l'Acadèmia Francesa de Ciències a decidir la prioritat.
El "descobriment" va suscitar l'interès internacional i molts físics van treballar per replicar-ne els efectes. No obstant això, notables físics com Lord Kelvin, William Crookes, Otto Lummer i Heinrich Rubens van ser incapaços de reproduir el fenomen. Seguint el seu propi fracàs, autodescrit com a "pèrdua de tot el matí", el físic nord-americà Robert W. Wood, qui tenia la reputació de "refutador" de sense sentit durant aquest període, va ser persuadit per la revista britànica Nature a viatjar al laboratori de Blondlot a França per investigar més. Wood va suggerir que hauria d'anar Rubens, ja que havia estat el més avergonyit quan el Kaiser Guillem II d'Alemanya li va demanar que repetís els experiments francesos, i després de dues setmanes va haver d'informar-ne el fracàs. Tot i això, Rubens sentia que seria millor que fos Wood, ja que Blondlot havia estat molt educat en respondre moltes de les seves preguntes.
En una habitació fosca, Wood va treure un prisma essencial de l'aparell amb què experimentaven, un prisma d'alumini (es creia que amplificava els raigs N), i els experimentadors encara deien que observaven els raigs N. Wood també va reemplaçar d'amagat un arxivador metàl·lic per una prestatgeria de fusta, sent encara "observats" els raigs N. El seu informe de les investigacions van ser publicades a Nature i a Physikalische Zeitschrift i van suggerir que els raigs N eren un fenomen purament subjectiu, que els científics implicats havien registrat dades que coincidien amb les expectatives. El 1905, ningú fora de Nancy creia en els raigs N, encara que es notifica que el propi Blondlot encara estava convençut de la seva existència el 1926. Martin Gardner, fent referència al biògraf de Wood, William Seabrook, va atribuir el deteriorament de la salut mental de Blondlot i la seva posterior mort a aquest escàndol, encara que no hi ha proves d'això.

## Biaix de l'experimentador
L'incident és usat com a advertiment entre els científics sobre els perills referents al biaix de l'experimentador. Més precisament, el patriotisme era la base d'aquest autoengany.
França havia estat derrotada pels alemanys a la guerra francoprussiana el 1870 i després del descobriment dels raigs X per Wilhelm Röntgen la carrera estava en els nous descobriments.